# サリ寺院
サリ寺院（サリじいん、チャンディ・サリ、ジャワ語: ꦕꦤ꧀ꦝꦶꦱꦫꦶ, Candhi Sari、インドネシア語: Candi Sari〈別名 Candi Bendan, Bendah, Bedah〉）は、インドネシアのジャワ島中部にある仏教寺院である。ジョグジャカルタ特別州スレマン県カラサン地区の村 Tirtomartani の Bendan にあり、カラサン寺院（チャンディ・カラサン、尼: Candi Kalasan）のほぼ北側（北北東）600メートルに位置する。寺院は2階建ての石造構造物であり、窓や扉を持ち、木造の梁、床、階段を備えていたが、有機資材はすべて朽ち果ててなくなっている。この寺院は、かつて仏教僧院（ヴィハーラ、梵: Vihāra）であったと考えられている。寺院名のサリ (Sari) は sare に由来し、ジャワ語で「就寝」（英: “to sleep”）の意で、この構造物が僧侶の居住施設（僧房）であったとすることによる。また一方で Sari は美しい寺院建築を意味するともいわれる。

## 歴史

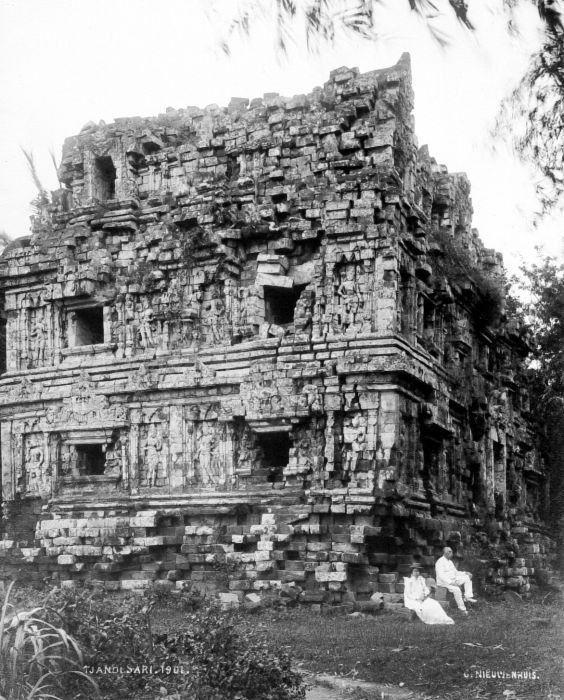
サリ寺院（撮影: Christiaan Benjamin Nieuwenhuis、1901年）

サリ寺院は、カラサン寺院とほぼ同じ時代に建立されたと考えられている。西暦778年にナーガリー文字を用いたサンスクリットによって記されたカラサン碑文によると、ラカイ・パナンカラン（マハーラージャ・パナンカラナ〈mahārāja Panaṁgkaraṇa〉、別の部分ではラクルヤン・パナンカラナ〈rakryan Panaṁgkaraṇa〉とも）を説得した王師 rājaguru（Guru Sang Raja Sailendravamçatilaka〈英: the ornament of the Sailendra dynasty、「シャイレーンドラ朝の宝石」の意〉）の意向により、女神（菩薩、boddhisattvadevi）ターラー（梵: tārā、多羅菩薩）の神聖な建造物（梵: tārābhavanam）が建立され、また、シャイレーンドラ家領内の僧侶のためにヴィハーラ（僧院）が建てられ、パナンカランはカラサンの村をサンガ（僧伽〈仏教徒の共同体〉）に与えた。この碑文により、サリ寺院はおそらくターラー（多羅菩薩）を祀った近隣のカラサン寺院に仕える僧侶のための僧房であったとされている。しかし、寺院は9世紀前半（802年）ないし9世紀中頃に建立されたものとも考えられるほか、その役割は、経蔵（宝物庫）とも、上階などに祀られた仏像を礼拝するためにあったともいわれる。
サリ寺院の遺跡は、オランダ植民地時代の1920年代初頭に知られるようになり、1929年に寺院の修復が始まり1930年に終了した。しかし、かつて祠堂の東壁にあった正面の階段ならびに拡張された前室や主祠堂を取り囲む外側の基部など、大部分が欠損により未完となった。また、この主祠堂は、かつて数多くの祠堂群により囲まれていたものと考えられる。

## 構成

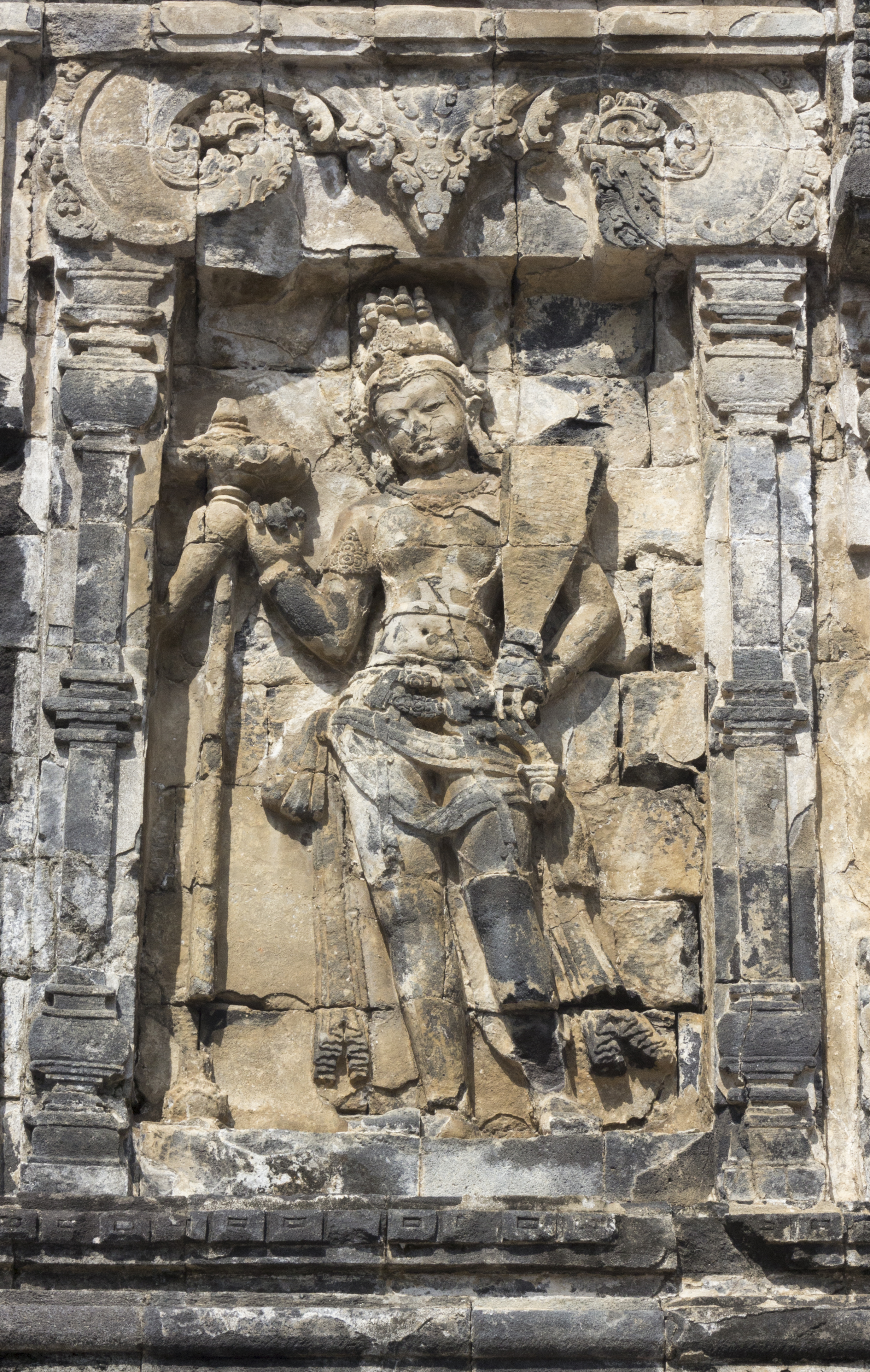
左手に弦楽器を持つ天人像の浮彫り

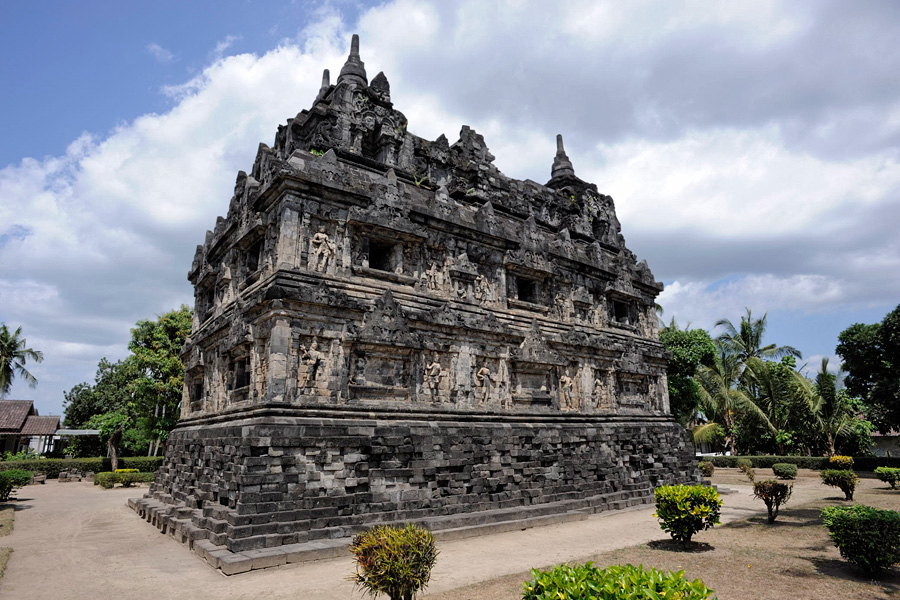
サリ寺院西背面

サリ寺院の祠堂は、基壇（下層）部、壁体部、屋蓋（屋根）部の3つの部分からなる。寺院の基壇は南北20メートル、東西14メートルであり、東側に突出部が認められる。基壇は一部のみが残存し、外側の基壇の石材は欠損している。壁体の立地は長方形で、南北17.3メートル (18m)、西東10メートル (10.7m) であり、祠堂全体の高さは17-18メートルとなる。正面入口の扉は東側にあり、入口にはカーラや象の彫刻が装飾されている。壁は窓に取り囲まれる上下2層により構成されており、壁の周囲にある水平な中央の「帯」線からも、この構造物が2階建てであることが分かる。

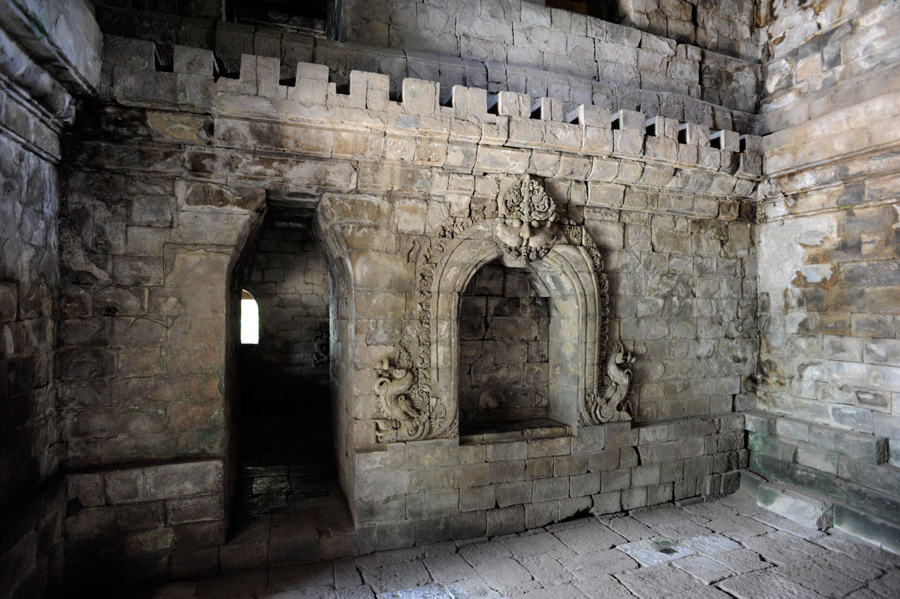
サリ寺院の内陣

祠堂の内陣は3つの房室からなり、北側の房室、中央の房室、南側の房室の広さは、ともに南北3.5メートル (3.48m)、東西5.8メートル (5.80m) である。これら3つの房室は南北軸に並行してあり、中央の房室と両側の房室は扉によりつながり、また、中央の房室は東側の入口に通じている。各房室内の壁には突出した石材の列（コーニス）があり、木造の梁によって上層階と下層階を隔てる木造の天井を支えるために使用された。南の房室には上層の階に上がる階段があり、一部の箇所に斜め方向となる石材があることから、ここがかつて木造の階段があった場所であると考えられる。

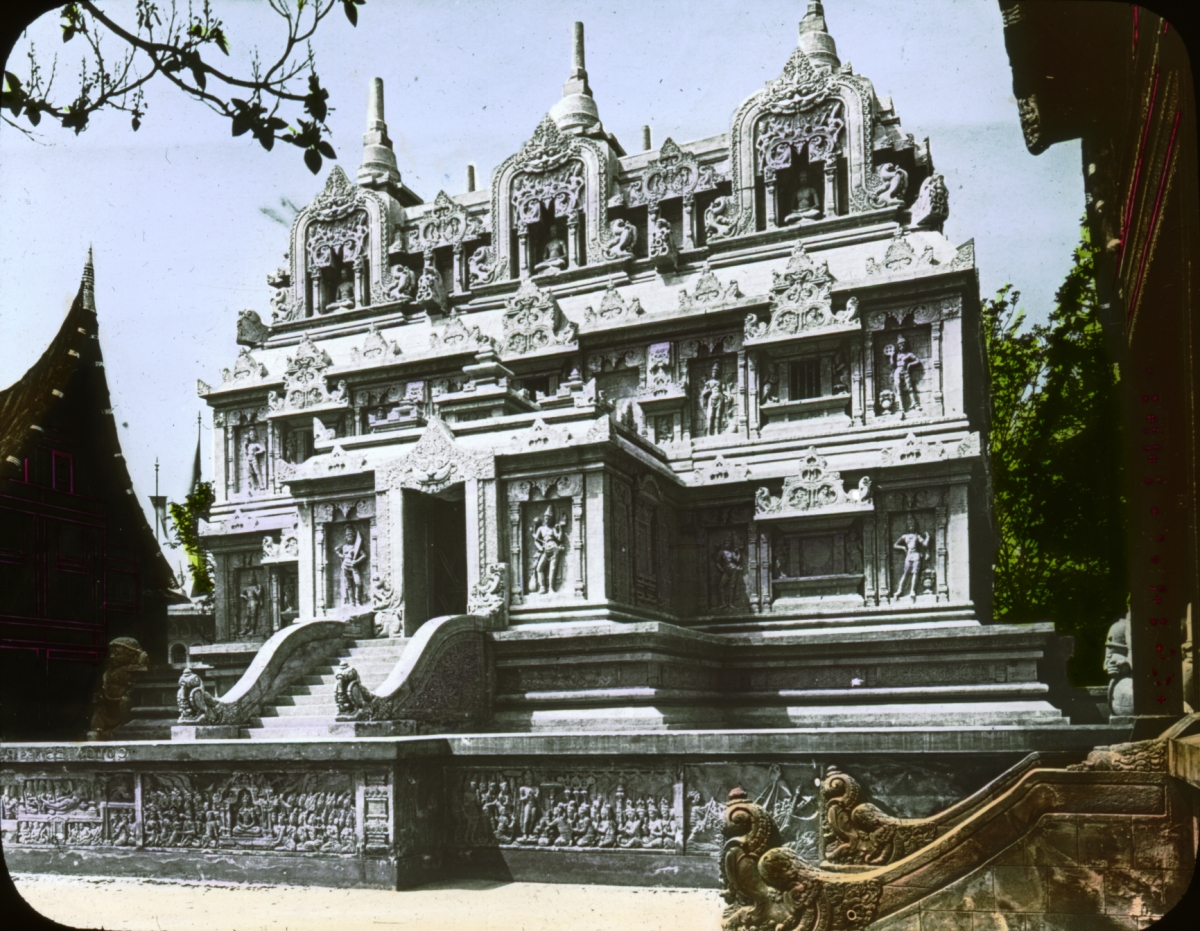
サリ寺院のレプリカ（パリ万国博覧会 (1900年) のオランダ領東インドのパビリオン内）

上層の階はおそらく修道僧が瞑想ないし礼拝のために使用したとされる。また、上層の小房は修道僧が滞在、休息、または就寝の場として使用し、下層階の房室は礼拝の場として使われたとも考えられている。しかし一方では、上層階の小房も仏像の礼拝のために使用されたともいわれる。下層階の房室には彫像が置かれた台座がいくつか認められる。北と南の房室の側壁には窪みがあり、これはおそらく灯火を置くためにあった。これらの房室には、上部が馬蹄型半円形の壁龕があり、カーラ・マカラ (Kala-Makara) により装飾されている。かつてこれらの壁龕には彫像が安置されていた。しかし今日、彫像はすべて消失している。祠堂の上部には雨水の排水口が設けられており、その噴水口である “Jaladwara” は、蛇の上に座る巨人をかたどる。3つの房室が並んだ上部は、3列の仏塔（ストゥーパ）により装飾されている。
外壁は天人たちの彫像により美しく装飾されており、外部装飾には花を持つ女神ターラー（多羅菩薩）や楽器を持つボーディサッタ（菩薩）などが見られる。これらの像の高さは約1.5メートルで、ほぼ人間と同じ大きさの彫像が窓の両側に配され、上層部と下層部の2列に配置されている。これらの彫像は、東・北・南面にそれぞれ8体、西面には12体あり、合計36体からなる。これら天人像の多くはハスを持ち、トリヴァンガ（Trivanga〈三屈法〉）の優雅な姿勢をとり、平穏で安らかな表情を見せている。壁面の装飾にはキンナラ（緊那羅）・キンナリ（尼: Kinnara-Kinnari) の彫像もある。しかし、北壁に見られるキンナラの彫像は、上半身が人間で下半身が鳥の姿をした天の生物キンナラの通常の描写と異なり、一風変わった有翼神（翼のある神）として表現されている。寺院の外壁には vajralepa (bajralepa) と称される白色の漆喰の痕跡が認められ、これは近隣のカラサン寺院にも見られる。この白色の漆喰は寺院の壁を保護するために塗られていた。